# Ардашев, Константин Платонович
Константин Платонович Ардашев (1 июня 1906 — 1962) — советский общественный и политический деятель, депутат Верховного Совета РСФСР (1938—1947). Участник Великой Отечественной войны. Член КПСС. Майор в отставке.

## Биография
Родился 1 июня 1906 года в деревне Ульмоль Мултанской волости Малмыжского уезда Вятской губернии Российской империи (ныне Селтинский район Удмуртской Республики Российской Федерации). Удмурт. Член ВКП(б) с мая 1927 года.
Окончил Ново-Мултановский техникум и был назначен на комсомольскую работу инструктором волостного комитета комсомола. С 1932 по 1942 годы заместитель председателя Совета Народных Комиссаров Удмуртской АССР.
Избирался депутатом Верховного Совета РСФСР I созыва от Воткинского избирательного округа Удмуртской АССР (1938—1947). Делегат XVIII-го съезда ВКП(б), который проходил в Москве 10—21 марта 1939 года.
По решению оргбюро ЦК ВКП(б) мобилизован Пастуховским районным военным комиссариатом города Ижевск в Рабоче-крестьянскую Красную армию в июне 1943 года. Участвовал в Великой Отечественной войне с 20 июня 1944 года. В звании капитана был секретарем дивизионной партийной комиссии политотдела 14-й стрелковой дивизии, которая с 30 декабря 1944 г. стала 101-й гвардейской стрелковой Печенгской дивизией Карельского фронта. Демобилизован 22 августа 1946 года в звании майора.
После войны с 1949 по 1962 годы работал секретарём и председателем партийной комиссии при Удмуртском областном комитете ВКП(б)/КПСС.
Умер в 1963 году в Ижевске Удмуртской АССР.

## Воинские звания
Капитан — 1943;
Майор.

## Награды
- Орден Отечественной войны I степени (24.11.1944)[1];
- Орден Отечественной войны II степени (02.04.1945)[1];
- Медаль «За оборону Советского Заполярья»;
- Медаль «За победу над Германией в Великой Отечественной войне 1941–1945 гг.».

## Семья
Младший брат (?) Георгий Платонович Ардашев (1909—январь 1943), призван 16 сентября 1941 Селтинским районным военкоматом Удмуртской АССР. Красноармеец 23-го запасного стрелкового полка г. Ижевска. Пропал без вести в январе 1943.